# 昆瓦利鎮區 (愛荷華州索克縣)
昆瓦利鎮區（英語：Coon Valley Township）是位於美國愛荷華州索克縣的一個行政鎮區。

## 地方資料
根據2010年美國人口普查的數據，昆瓦利鎮區的面積為94.58平方千米，當中陸地面積為94.14平方千米，而水域面積為0.44平方千米。當地共有人口187人，而人口密度為每平方千米1.98人。